# 순재 (승려)
순재(淳載, 1891년 6월 3일~1944년 6월 3일)는 대한제국과 일제강점기의 불교 승려(겸 독립운동가)였으며, 속명(俗名)은 이방남(李芳男)이다. 1944년 6월 3일 사후, 1986년 3월 1일을 기하여 대한민국 대통령 표창장과, 1990년 6월 6일을 기하여 대한민국 건국훈장 애족장이 각각 추서되었다.

## 이름
속명(俗名)은 이방남(李芳男)이고, 1911년 11월 불교 승려 출가 이후 법명(法名, 승명.)은 순재(淳載). 하여 성씨와 불교의 법명을 붙여 이순재(李淳載)라고도 불리었다.

## 생애
경기도 양주(楊州) 출생이며, 중국어와 일본어에도 능통하였던 그는 1902년 4월, 12세 때에 소학교를 자퇴(중퇴)하고 난 이후, 1902년 8월부터 대한제국 자국을 떠나 1년간 일본 혼슈 지역 야마구치 현 시모노세키 소재한 어느 사찰(寺刹)의 암자에서 청소하는 일꾼으로 잠시나마 11개월 동안으로 머물렀지만, 결국 이듬해 1903년 7월, 13세 때에 그만두고, 대한제국으로 귀국함과 함께 강원도 정선군의 어느 암자에서도 11개월 동안의 불목하니로 있다가, 그마저도 그만두고 난 14세 때인 1904년 6월, 청나라 만저우(둥베이)라는 지역의 지린 성 지린(吉林)으로 건너갔다가, 이듬해 1905년 3월에 또다시 그곳을 떠나 청나라 만저우 지역의 지린 성 바이청(白城)으로 건너가더니, 1905년 12월 중순, 을사늑약 직후에 잠시 대한제국 귀국 후 이듬해 1906년 5월, 재차 대한제국을 떠나 청나라 만저우 지역을 거쳐 청나라 허베이 성 톈진 일대 지역을 처사(處士)인양 4년간을 방랑하며 각종 노역(勞役)을 전전하다가 1910년 8월, 청나라 둥베이 지역 지린 성 지린 지역에서 대한제국 경술국치 사건 소식을 접하면서 같은 해 1910년 11월에 일제강점기 시대의 조선국으로 재차 귀국을 한 이후, 이듬해 1911년 11월에 불교 승려로 경기도 양주 봉선사(奉先寺)에 출가하여, 그로부터 8년 후 1919년 3월 29일 경기도 양주군 진접면 부평리 봉선사(楊州郡 榛接面 富坪里 奉先寺)의 승려로서 김석로(金錫魯)·김성숙(金星淑, 一名 金星岩) 등과 같이 함께 대한제국 독립 만세 시위를 계획하고, 그 준비 및 채비로써 대한 독립 만세 시위에 대한 격문 200여매를 조선독립단(朝鮮獨立團)의 예하 임시사무소(臨時事務所)의 명의로 인쇄하였다. 선언문의 내용인즉 "지금 현재 불란서 파리 강화회의에서는 12개국이 독립국이 될 것을 결정하였다. 차라리 대한제국 민본주의 조선 황조도 이 기회에 비로소 독립의 목적을 달성할 수 있다."는 것으로써 만세운동을 추진하는 것이었다. 작성된 선언문 2백여 장은 3월 29일 밤에 진접면 일대로 모두 배포되었다. 인근 각 동리 주민들에게 배포하다가 결국 일경에게 붙잡혔다. 같은 해 1919년 5월 19일 경성지방법원에서 소위 출판법 위반으로 징역 1년 6개월형을 받아 동년 1919년 7월 10일 경성복심법원에 공소하였으나 기각되었다. 그리하여 동년 1919년 9월 11일 고등법원에 상고하였으나 또 기각되어 옥고를 치렀다. 그 후 1920년 9월에 만기출감하였으며 그 이후로도 불교 승려로 수도하다가 1944년 6월 3일, 자신의 54번째 생일에 향년 54세로 입적(별세)하였다.

## 사후
대한민국 정부에서는 고인의 공훈을 기리고자 1986년 3월 1일을 기하여 대통령 표창장을, 1990년 6월 6일을 기하여 건국훈장 애족장을 각각 추서하였다.